# Dalslandsverken
Volvo Dalslandsverken var Volvos fabrik för tillverkning av bilsäten i Bengtsfors. Dalslandsverken invigdes 1964 och byggdes ut flera gånger. Fabriken var i Volvos ägo fram till 1991 då verksamheten övertogs av Lear Corporation och verksamheten fortsatte som underleverantör till Volvo. Tillverkningen lades ner 1999.
Det var dåvarande finansministern Gunnar Sträng som genom statlig finansiering fick Volvo att förlägga sin sätestillverkning till Bengtsfors. Fabriken lades ned eftersom Lear ville flytta tillverkningen närmare Volvos personvagnstillverkning i Göteborg.
I Volvo Dalslandsverken ingick även tillverkning av plastdetaljer i Färgelanda i Dalsland, idag en del av IAC. Verksamheten i Färgelanda startade 1970.